# 尼格湖 (孔多波日斯基區)
62°14′N 34°19′E / 62.233°N 34.317°E
尼格湖（俄语：Нигозеро），是俄羅斯的湖泊，位於該國西北部，由卡累利阿共和國負責管轄，長4.9公里、寬1.8公里，面積5.99平方公里，海拔高度59.6米，集水區面積6,840平方公里，湖岸線長度14.5公里，平均水深5.5米，最大水深11米。